# 寺谷美香
寺谷 美香（てらたに みか、10月11日 - ）は、日本の女性声優。兵庫県出身。81プロデュース所属。

## 人物
方言は関西弁。
趣味・特技は水泳（競技4種目）、萌え系のイラスト。

## 出演

### テレビアニメ
2007年
- Over Drive（女生徒）
- きらりん☆レボリューション（女の子）
- ぜんまいざむらい（男の子）
- ぷるるんっ!しずくちゃん（お客さん）
- まめうしくん（ありす）
- もっけ（生徒、クラスメートB、子供B）
- 流星のロックマン（アイドル）

2008年
- アリソンとリリア（一年生、母親、聴衆、看護師）
- 鉄のラインバレル（生徒）
- ぜんまいざむらい（押入れわらぞう、町人C、女の子）
- 全力ウサギ（子供）
- チョロQデッキシステム Qファイターズ!（子ども2）
- バンブーブレード（受付B）
- ライブオン CARDLIVER 翔（2008年 - 2009年、貝田線、サルサルサ、子供、クリエイトモンスター、レインボースワロー、導魔の番犬、心霊スナップ、ガイドアナウンサー）

2009年
- アキカン!（女子生徒）
- PandoraHearts（人形、貴婦人B）
- ポケットモンスター ダイヤモンド&パール（2009年 - 2011年、トレーナー、ヨモコ） - 2シリーズ
- MAJOR 5th season（少年）
- メタルファイト ベイブレード（大木アツヤ、観客A）

2010年
- 神のみぞ知るセカイ（先輩、オペレーターA、売店おばちゃん、女子生徒、女子、スタッフ、りょう）
- 心霊探偵 八雲（豊子）
- メタルファイト ベイブレード 爆（CA）

2011年
- あの日見た花の名前を僕達はまだ知らない。（女子生徒、女子学生）
- カードファイト!! ヴァンガード（国語教師）
- 神のみぞ知るセカイII（女子生徒、同窓生）
- SKET DANCE（キャプテンの弟）
- バクマン。（男の子）
- プリティーリズム・オーロラドリーム（コメンテーター、ふれあのママ）
- へうげもの（側室）

2015年
- 夜ノヤッターマン（ヤッター兵）

### OVA
- やなせたかしメルヘン劇場（2008年、こまどり先生、小鳥A、星の女の子、客、母親、ぐにゃたん、エルの飼い主、キラ）
- ああっ女神さまっ いつも二人で（2011年、アナウンサー）

### 劇場アニメ
- 劇場版ポケットモンスター ダイヤモンド&パール ディアルガVSパルキアVSダークライ（2007年、ルリリ）
- 劇場版ポケットモンスター ダイヤモンド&パール ギラティナと氷空の花束 シェイミ（2008年、シュン）
- 劇場版ポケットモンスター ダイヤモンド&パール アルセウス 超克の時空へ（2009年、キマワリ）
- 劇場版ペンギンの問題 幸せの青い鳥でごペンなさい（2009年、生徒）
- レイトン教授と永遠の歌姫（2009年、観客）
- 劇場版ポケットモンスター ダイヤモンド&パール 幻影の覇者 ゾロアーク（2010年、キマワリ）
- ドットハック セカイの向こうに（2012年）
- やなせたかしシアター ロボくんとことり（2012年、小鳥A）

### ゲーム
- ぼくは航空管制官2 仙台First Flight, First Control（2004年）
- ジャッジメントハイスクール（2006年、空庭爽子）
- 幻想水滸伝ティアクライス（2008年、ジーヴィッカ、ノフレト、ヒナ・アウマクア）
- 大正×対称アリス（2015年）

### ドラマCD
- トップをねらえ2!（寮歌コーラス）

### パチスロ
- ハーレムエース（ショコラ）
- ハーレムエース2（ショコラ）
- 名球会

### 吹き替え

#### 映画
- アメリカン・ラプソディ（少女、男の子、おばさん 他）
- ジャキー・チェン カンフー・キッド

#### ドラマ
- カイルXY
- リ・ジェネシス4 バイオ犯罪捜査班 #10

#### アニメ
- ガーフィールド・ショー（アーリーン）
- ティンカー・ベルと妖精の家

### 舞台
- 僕を見つけて君を見つけて（柊克美）